# 海通國際創富理財
海通國際創富理財有限公司，前身為大福歷斯頓，為大福證券集團（港交所：00665）旗下負責財富管理之分公司。在香港證監會註冊並獲認可進行三種受規管活動，分別為第一類的證券交易、第四類就證券提供意見及第九類資產管理。此外並有提供移民顧問服務。
大福歷斯頓前身為歷斯頓及歷斯頓太平洋顧問，2006年被大福證券集團（現海通國際）收購後易名。

## 內部連結
- 海通國際

## 連結
- 海通國際創富理財